# Kodakani, Sorab
Kodakani là một làng thuộc tehsil Sorab, huyện Shimoga, bang Karnataka, Ấn Độ.